# Polygala violacea
Polygala violacea är en jungfrulinsväxtart som beskrevs av Jean Baptiste Christophe Fusée Aublet. Polygala violacea ingår i släktet jungfrulinssläktet, och familjen jungfrulinsväxter. Inga underarter finns listade i Catalogue of Life.

## Bildgalleri

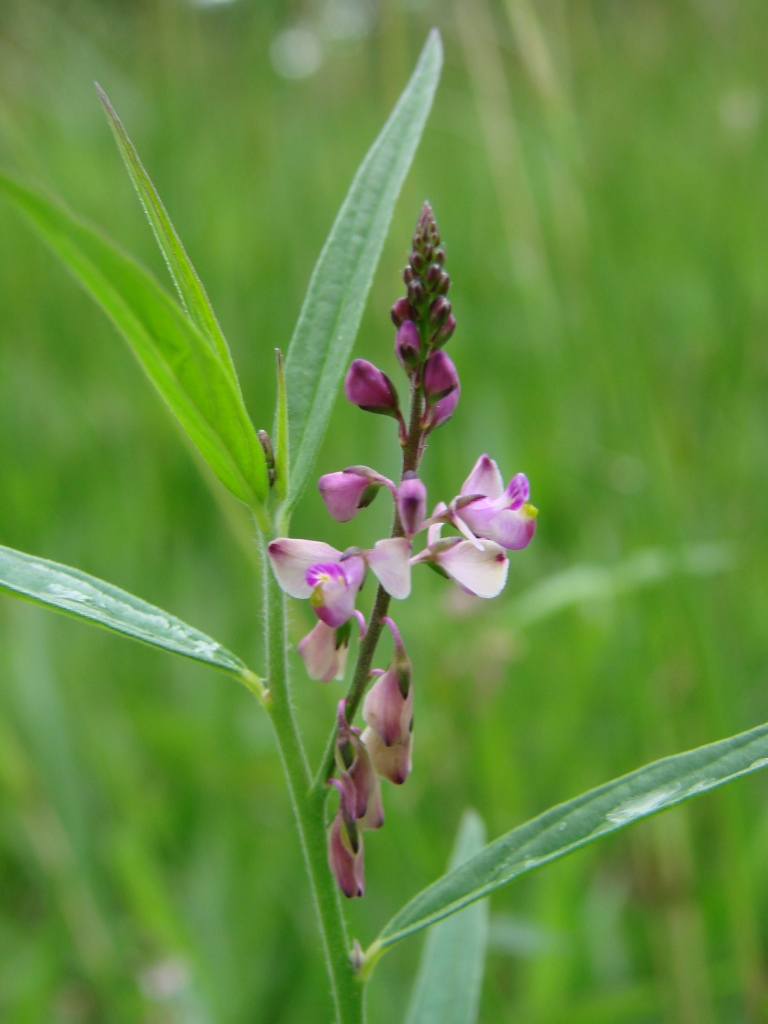
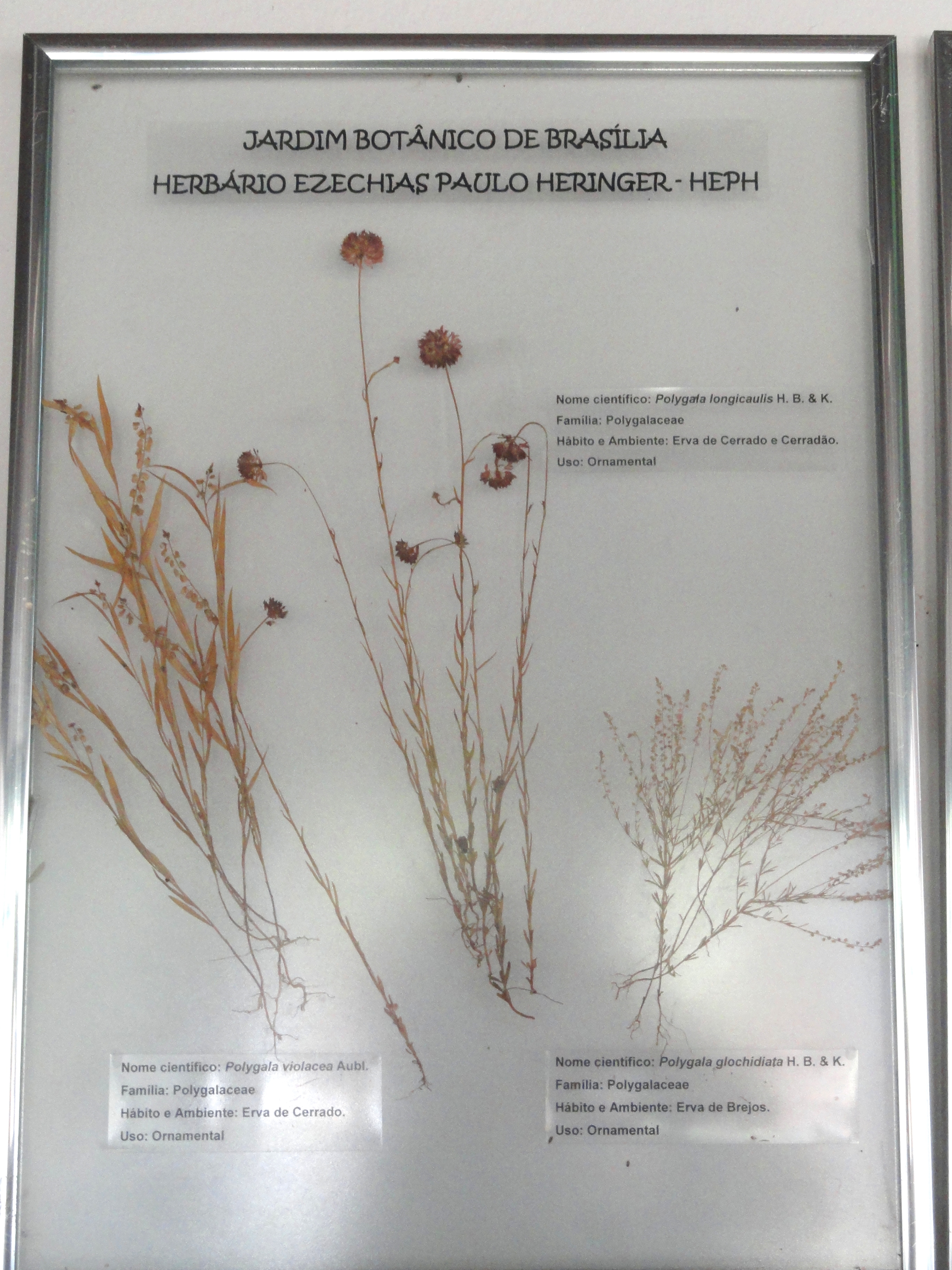